# Citrix Systems
Citrix Systems, Inc. (NASDAQ: CTXS) je nadnárodní korporace založená v roce 1989, která dodává technologie pro virtualizaci serverů, virtualizaci desktopů, počítačové sítě, SaaS (software jako služba) a cloud computing. Tyto technologie dodává více než 260 000 organizacím na celém světě.[zdroj?] Denně Citrix zasahuje až 75 procent internetových uživatelů a spolupracuje s více než 10 000 společnostmi ve 100 zemích.[zdroj?] Citrix má sídlo v metropolitní oblasti jižní Floridy ve městě Fort Lauderdale a pobočky v Kalifornii a Massachusetts. Má také vývojová centra v Austrálii, Indii, Velké Británii a Česku. V roce 2011 byl roční příjem společnosti 2,21 miliardy dolarů.[zdroj?]

## Technologie
Citrix má tři skupiny produktů: Citrix Delivery Center, Citrix Cloud Center (C3) a Citrix Online Services. Skupina Citrix Delivery Center, které zahrnuje XenDesktop, XenApp, XenServer a NetScaler, virtualizuje servery, desktopy a aplikace a centralizuje je v datových centrech.
Citrix Receiver je postaven na Independent Computing Architecture (ICA), což je Citrixem vytvořený proprietární protokol pro aplikační serverový systém. Tento protokol určuje specifikace pro přenos dat mezi serverem a klienty, ale není vázán na žádnou platformu.
Citrix NetScaler pak nabízí síťovou konsolidaci pro privátní i veřejné cloudy. Každá instance Netscaleru je podporována přiřazením zdrojů pro SSL a kompresi, CPU a paměti, aby bylo možné dodržet SLA u aplikací a splnit požadavky kladené na bezpečnost.

## Historie

### Začátky
Citrix založil v roce 1989 bývalý vývojář IBM Ed Iacobucci ve městě Richardson v Texasu se základním jměním ve výši 3 milióny dolarů. Iacobucci poté přesunul společnost do Coral Springs na Floridě, kde žil, když pracoval v IBM. Citrix se původně jmenoval Citrus, ale změnil svůj název poté, co si již existující firma s tímto názvem nárokovala práva na ochrannou známku. Název Citrix vznikl kombinací slov Citrus a Unix. Mnoho z původních zakládajících členů se podílelo na projektu IBM OS/2. Iacobucci chtěl vytvořit OS/2 s podporou pro práci více uživatelů. Firma IBM neměla o tento nápad zájem a proto Iacobucci odešel.[zdroj?]
První produktem společnosti byl Citrix MULTIUSER, založený na OS/2. Citrix získal licenci na zdrojový kód OS/2 od Microsoftu, čímž obešel IBM. Citrix doufal, že získá část Unixového trhu tím, že usnadní nasazování OS/2 aplikací s textovým rozhraním. Tento produkt se ale na trhu neprosadil. Bylo to zčásti způsobeno[zdroj?] prohlášením Microsoftu z roku 1991, že již nebude nadále podporovat OS/2. V roce 1990 byl jako CEO Citrixu jmenován Roger Roberts, který přišel z Texas Instruments.
V letech 1989 až 1995 nevykazovala společnost zisk. V roce 1989 a 1990 neměla žádné příjmy. V letech 1991 až 1993 získal Citrix finanční prostředky od Intelu a Microsoftu a také od investorů rizikového kapitálu. V roce 1993 koupil Citrix od Novellu produkt Netware Access Server. Byla to aplikace pro vzdálený přístup, postavená na platformě DOS a Quarterdeck Expanded Memory Manager. Poskytovala desktop a aplikace ze serveru skupině uživatelů podobným způsobem, jakým pracují terminálové servery. Citrix tento produkt vylepšil[zdroj?] a uvedl na trh jako WinView. Ten se stal prvním úspěšným produktem Citrixu. V prosinci 1995 se akcie společnosti se staly veřejně obchodovatelnými.

### Vztah s Microsoftem
Citrix získal licenci na zdrojový kód Microsoft Windows NT 3.51 a v roce 1995 začal dodávat víceuživatelskou verzi Windows NT se vzdáleným přístupem, známou jako WinFrame. Během vývoje WinFrame pro Windows NT 4 se Microsoft rozhodl, že neposkytne Citrixu licenci na zdrojový kód Windows NT 4.[zdroj?] Microsoft navíc hrozil, že vytvoří svoji vlastní verzi WinFrame. Citrix a Microsoft zahájily jednání, jak nejlépe vyřešit tento spor. Po jednáních Microsoft odsouhlasil Citrixu licenci na Windows NT Server 4.0, což vedlo ke vzniku Terminal Services Edition. Citrix souhlasil, že nebude dodávat konkurenční produkt, ale podržel si právo prodávat doplněk k produktům Microsoftu, nejprve pod názvem MetaFrame. Tento vztah pokračoval i v období nástupu produktů Windows Server 2000 a Windows Server 2003, ke kterým Citrix nabízel Metaframe XP a Presentation Server. Od 11. února 2008 Citrix změnil název svojí produktové řady Presentation Server na XenApp.
V lednu 2008 Citrix oznámil rozšíření svojí spolupráce s Microsoftem na dodávkách sady virtualizačních řešení, určených pro trhy virtualizace desktopů a serverů, aby byla zajištěna široká interoperabilita mezi jejich technologiemi. O rok později Citrix rozšířil svoji spolupráci s Microsoftem na trhu virtualizace serverů pomocí „Project Encore“. Ten byl ohlášen novým produktem s názvem Citrix Essentials, který nabízí pokročilou správu pro Windows Server 2008 Hyper-V. Spolu s Microsoftem byly prováděny marketingové, školicí a distribuční aktivity.
V červenci 2009 Citrix a Microsoft zveřejnily společné plány na zjednodušení používání výpočetní techniky díky rozšíření jejich spolupráce v oblasti virtualizace desktopů. Tyto plány zahrnovaly integraci technologií, aby mohly firemní IT organizace spravovat distribuované i centrálně hostované aplikace pomocí produktů XenApp a System Center Configuration Manager, a také rozšíření podpory XenApp pro Microsoft Application Virtualization (App-V), aby bylo umožněno samoobslužné poskytování aplikací na libovolném zařízení prostřednictvím řešení Citrix Receiver a Citrix Dazzle.

## Charitativní činnost
Citrix investuje do probíhajícího firemního dárcovského programu, který je zaměřen na vzdělávání, rozvoj ekonomiky a technologický pokrok.[zdroj?]
Ve spolupráci s americkým městem Fort Lauderdale na Floridě a organizací Sister Cities International spustil Citrix pokusný program Sister Cities International (CSC) s partnerským městem Agogo v Ghaně.[zdroj?]

## Seznam akvizic
- V září 1997 Citrix získal DataPac za 5 milionů $.
- V lednu 1998 Citrix koupil produkt NTrigue od firmy Insignia
- V červnu 1998 Citrix získal APM
- V červenci 1998 Citrix získal VDOnet za 8 milionů $
- V červenci 1999 Citrix získal ViewSoft za 32 miliony $
- V únoru 2000 Citrix získal Innovex Group za 48,7 milionu $
- V březnu 2001 Citrix získal Sequoia Software Corporation z Kolumbie v Marylandu, výrobce portálového softwaru na bázi XML.
- V prosinci 2003 Citrix koupil Expertcity ze Santa Barbary v Kalifornii, vývojáře produktu GoToMyPC pro dálkové ovládání PC přes Internet a on-line komunikační platformy GoToMeeting. Expertcity se stal divizí Citrixu s názvem Citrix Online.
- V listopadu 2004 Citrix koupil Net6, kalifornskou společnost ze San José.
- V červnu 2005 Citrix získal Netscaler, výrobce síťových zařízení z města Santa Clara v Kalifornii, za přibližně 300 miliónů $ v hotovosti a akciích.
- V listopadu 2005 Citrix koupil Teros ze Sunnyvale v Kalifornii, výrobce webových aplikačních firewallů.
- V květnu 2006 Citrix získal Reflectent.
- V srpnu 2006 Citrix koupil Orbital Data se sídlem v San Mateo v Kalifornii.
- V prosinci 2006 Citrix ohlásil dohodu o nákupu Ardence Inc.
- V únoru 2007 Citrix získal firmu Aurema, vývojáře produktů pro správu CPU a pamětí.
- V září 2007 Citrix získal QuickTree, soukromou společnost zaměřenou na zabezpečení XML a webových služeb.
- V říjnu 2007 Citrix získal XenSource, vývojáře virtualizačního produktu XenServer, který je založen na open source platformě Xen Hypervisor.
- V květnu 2008 Citrix získal produkt sepagoProfile od firmy sepago.
- V listopadu 2008 Citrix získal Vapps.
- V srpnu 2010 Citrix získal firmu VMLogix Inc., zaměřenou na automatizaci a správu virtualizace.
- V únoru 2011 byla dokončena akvizice Netviewr.
- V roce 2011 Citrix získal Ems-Cortex.
- V červnu 2011 Citrix získal společnost Kaviza a tato akvizice se promítla do vzniku produktu VDI-in-a-box.
- V srpnu 2011 získal Citrix RingCube.
- V říjnu 2011 ohlásil Citrix akvizici ShareFile
- V říjnu 2011 Citrix získal App-DNA.
- V listopadu 2018 Citrix získal Sapho.[3]

## Produkty

### Současné produkty
- Citrix XenApp (dříve Citrix Presentation Server) zajišťuje virtualizaci aplikací a doručování aplikací.
- Citrix XenDesktop (virtualizace desktopů, VDI)
- CitrixXenServer poskytuje server pro virtualizaci platformy.
- XenApp Fundamentals
- NetScaler (optimalizace aplikací, sítě pro doručování aplikací, vyrovnávání zátěže, urychlování webových aplikací, aplikační firewall)
- Workflow Studio (řízení komunikace mezi produkty, automatizace IT procesů)
- Citrix Access Gateway poskytuje bezpečný vzdálený přístup k virtuálním desktopům a aplikacím.
- Advanced Access Control je doplněk pro Citrix Access Gateway, který zajišťuje lepší kontrolu práv uživatelů.
- Password Manager (zabezpečení aplikací, jednotné přihlašování)
- EdgeSight (monitorování provozu aplikací)
- Branch Repeater (dříve WANScaler) optimalizuje doručování aplikací uživatelům na firemních pobočkách (viz optimalizace WAN).
- Provisioning Server doručuje desktopové úlohy na fyzické a virtuální počítače.
- EasyCall integruje hlasovou komunikaci do libovolné aplikace.
- GoToMeeting
- GoToWebinar
- GoToAssist
- GoToMyPC

### Ukončené produkty
- WinFrame
- MultiWin
- Citrix MULTIUSER (založen na OS/2 1.x)
- Citrix WinView (založen na OS/2 2.x)
- Citrix VideoFrame
- Citrix NFuse Elite 1.0
- Citrix Extranet
- Citrix XPS Portal 3.5.1
- Citrix MetaFrame Secure Access Manager
- Citrix MetaFrame XP
- Application Firewall (zabezpečení webových aplikací, začleněn do NetScaler)